# Stenoporpia insipidaria
Stenoporpia insipidaria là một loài bướm đêm trong họ Geometridae.